# Bastei

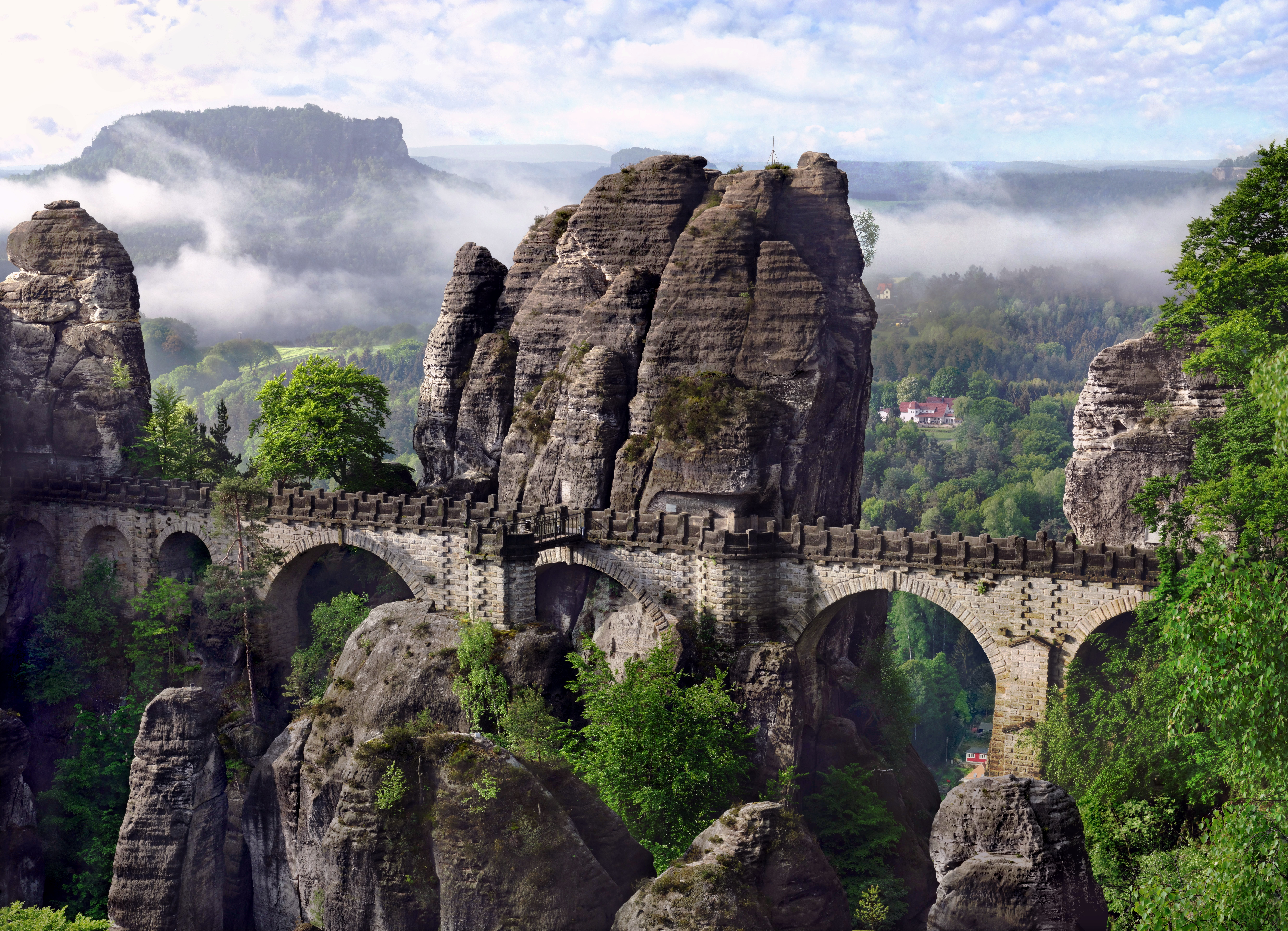
A ponte de Bastei

Bastei é uma formação rochosa com 194 m sobre o rio Elba, nas Montanhas de Arenito do Elba, Alemanha. Alcançando 305 m acima do nível do mar, as rochas irregulares formaram-se pela erosão da água, há milhões de anos. 

Está situada próximo a uma longa curva do Elba, a sudeste de Dresden e constitui o mais notável marco da região conhecida como Saxônia Suíça.
O Bastei tem sido uma atração turística há duzentos anos, desde quando uma ponte de madeira foi construída para ligar vária rochas, facilitando o acesso. Esta primeira ponte foi substituída por outra de pedra em 1851. As formações rochosas serviram de inspiração para vários artistas conhecidos, como Caspar David Friedrich

## Historia

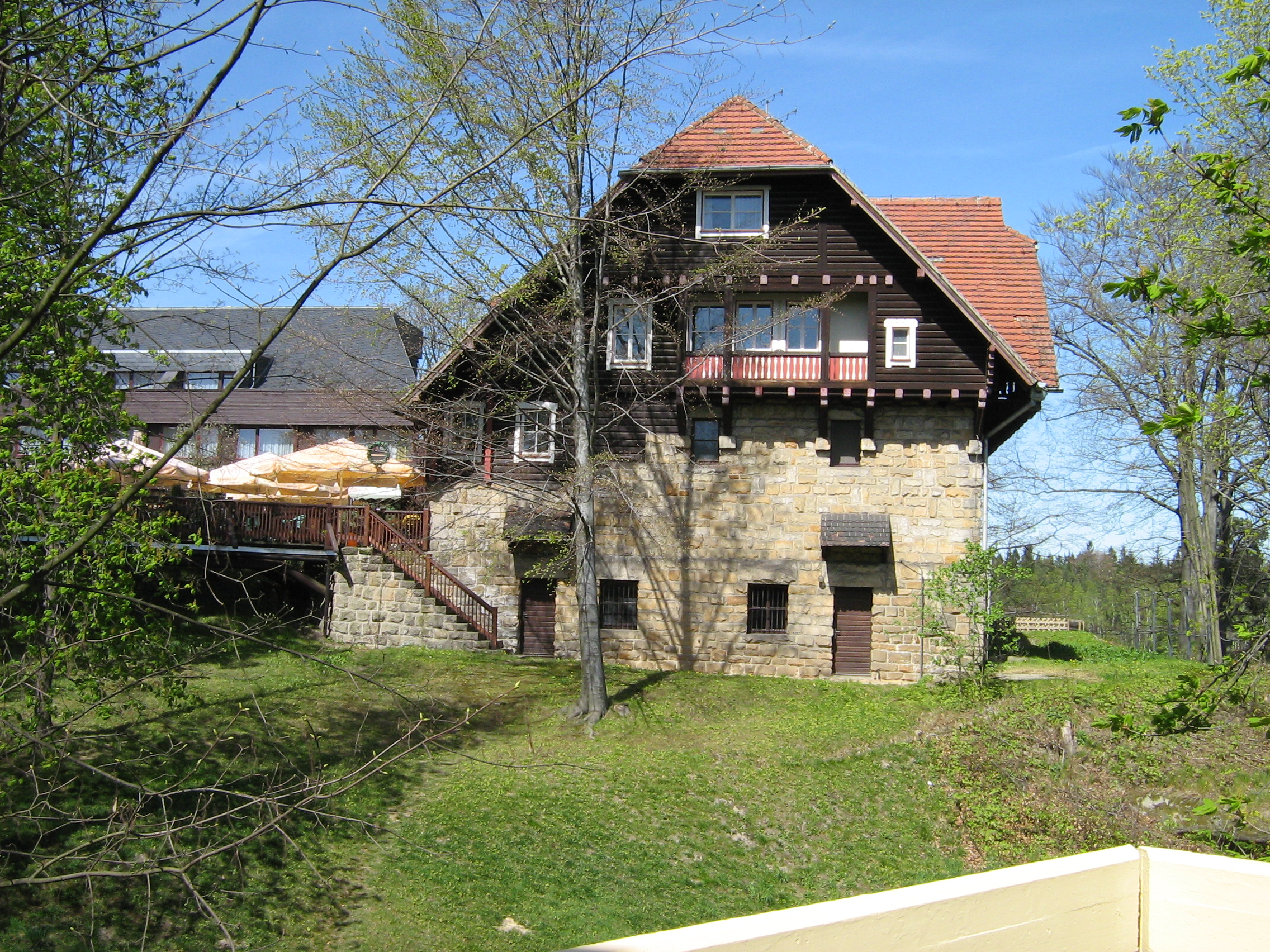
The Switzer-House from the Bastei Hotel in the Saxon Switzerland

A origem do nome é bastião e indica a inclusão das rochas em forma de torre no antigo anel defensivo em torno do
Castelo de Neurathen. A rocha foi mencionada por  Matthias Oeder em 1592 durante o primeiro inventário do Eleitorado da Saxônia como pastey. Foi referida na literatura de turismo pela primeira vez em 1798, numa publicação de Christian August Gottlob Eberhard.
Um dos primeiros a guiar visitantes pelo local foi Carl Heinrich Nicolai, que escreveu em  1801: "Que profundidade de sentimento que flui para a alma! Você pode ficar aqui por um longo tempo sem sentir "
O Castelo de Neurathen, o maior castelo sobre uma rocha da Saxônia Suíça pode ser alcançado pela ponte de Bastei

## Galeria

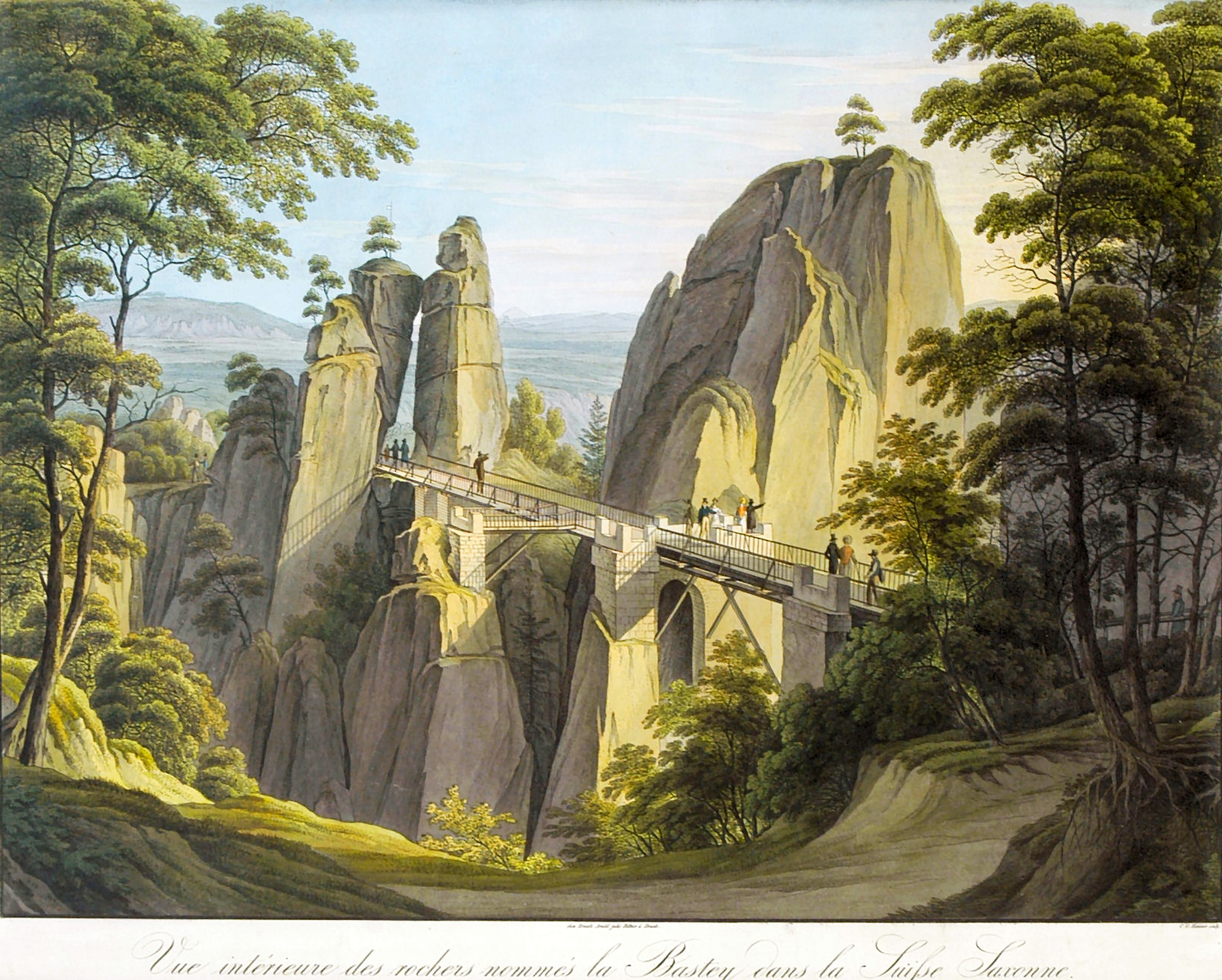
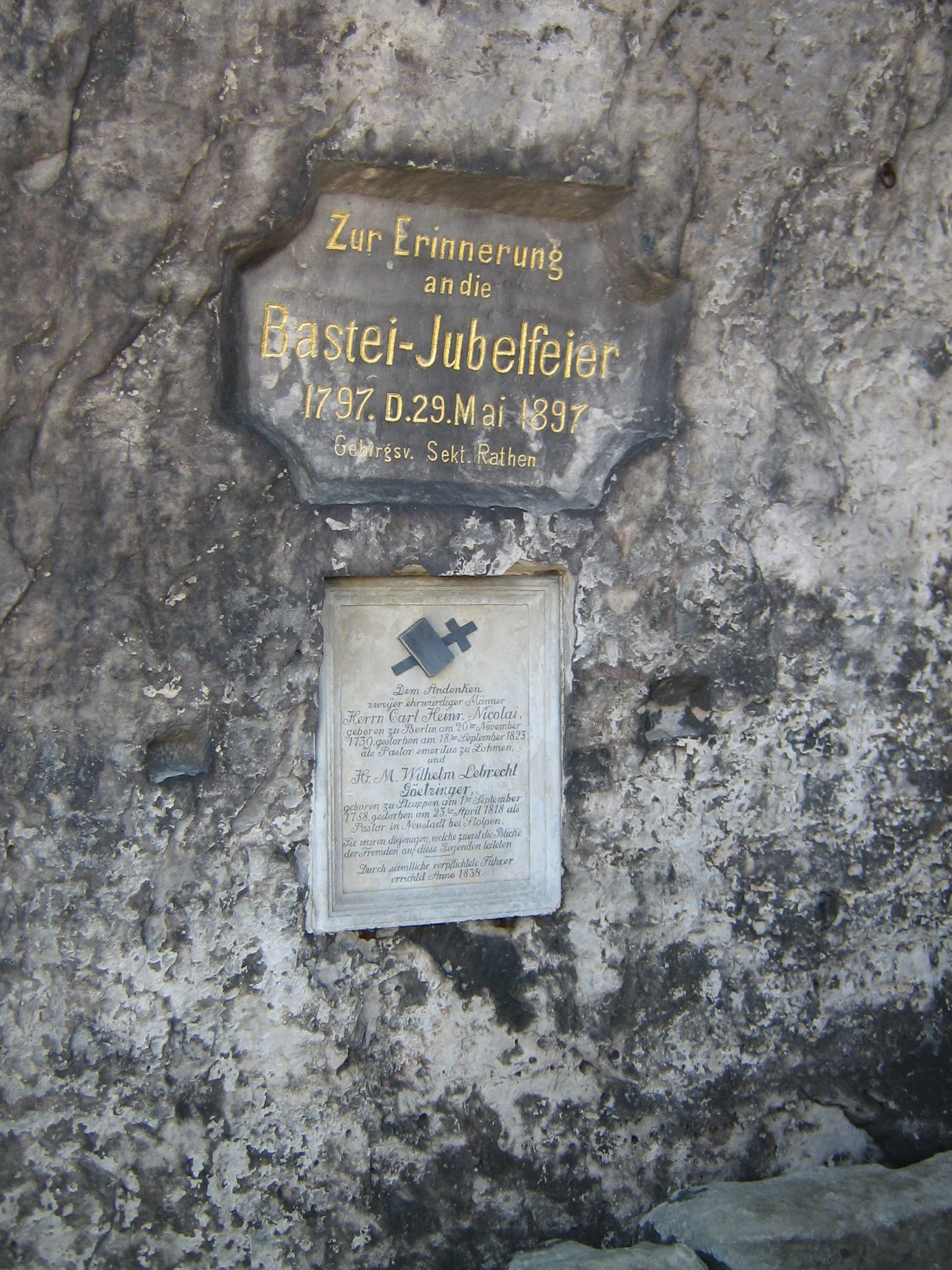
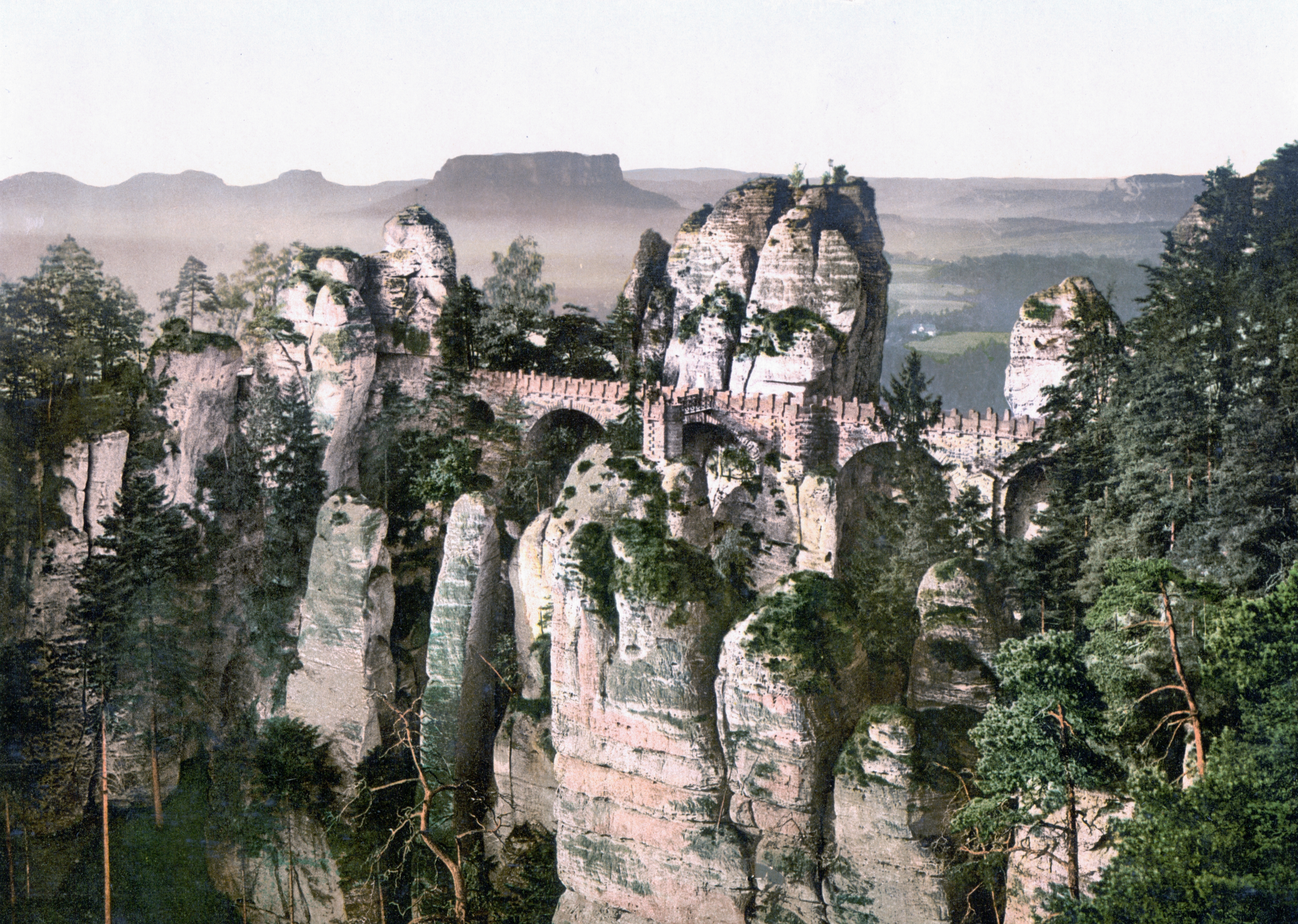
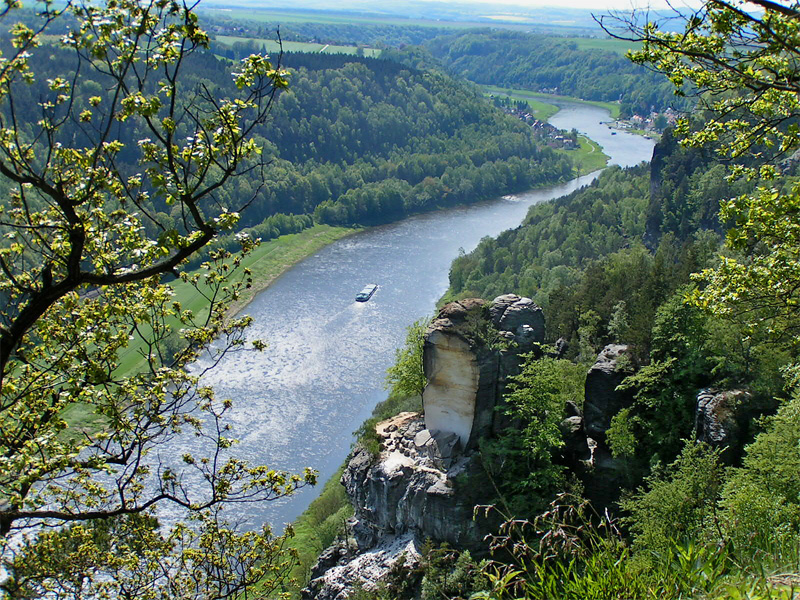